# نوماندیز دوئه
نوماندیز دوئه (زاده ۲۹ سپتامبر ۱۹۷۰) داور فوتبال اهل ساحل عاج است.
وی در سال ۲۰۰۴ میلادی وارد لیست بین‌المللی فیفا شده و در جام جهانی فوتبال زیر ۲۰ سال ۲۰۱۱ و جام باشگاه‌های جهان ۲۰۱۱ و همچنین جام ملت‌های آفریقا ۲۰۱۰، ۲۰۱۲ و ۲۰۱۳ قضاوت کرده‌است. دوئه یکی از داوران جام جهانی فوتبال ۲۰۱۴ در برزیل نیز می‌باشد. 